# Herléo Muntu
Herléo Muntu, né à Lubumbashi (République démocratique du Congo), est un rappeur et chanteur congolais. Il est également producteur et réalisateur de disques. Il dirige SonImage Inc., un label discographique dont il est président-fondateur depuis 2004. Ses influences musicales incluent la pop africaine, la musique des Caraïbes, le zouk, la rumba congolaise, le jazz, le gospel, et les styles latins. Il est inspiré aussi par les artistes qui ont bercé son enfance comme Luambo Makiadi, Miriam Makeba, Tupac, et Tiken Jah Fakoly.
Muntu parle couramment le français, le lingala, Le swahili, le tshiluba et l'anglais. Il chante principalement en Français mais de temps en temps il chante dans toutes ces langues. Sa chanson La Renaissance, de l'album Le lion des bantous, est en Lingala. Sa chanson Mundenda, de l'album Le lion des bantous, est en tshiluba et en swahili.

## Biographie
En 2007, Herléo Muntu publie R-Léo, un album orienté RnB et hip-hop. Il fait participer Tricia Foster sur la chanson Poli-fric, Jean-Pierre Walelo sur Debout congolais, Rosine Minga sur 2 000 fous.
En 2009, l'album est nommé au Gala des Prix Trille or (nom de l'événement) dans quatre catégories : « artiste masculin de l'année », « auteur-compositeur par excellence », « album de l'année » et « vidéo-clip Poli-fric de l'année ». Depuis la sortie de cet opus, il y a eu une tournée et plusieurs prestations dont plusieurs invitations aux grands événements tels que les jeux de la francophonie, la fête du drapeau franco-ontarien, 400e du Québec, festival Quand Ça Nous Chante, sommet de la francophonie à Québec, et BFMA au Kenya,.
Fin de l’année 2010, Herléo Muntu publie Le Lion des Bantous, un nouvel album d'un nouveau genre musical, le hip-pop world. Il fait notamment collaborer François Grégoire (Kodiak), Rose Ekosso, Rosine Minga et d'Erick Labson, l’ingénieur d’Universal Studios, gagnant de Grammy Awards 2010. En 2011, il gagne le prix du meilleur album aux Gala COCAN Awards.
Le 4 mars 2013, Herléo Muntu publie un premier extrait et premier clip du titre C'est ma fête de son troisième album. Le 4 avril 2013, Herléo Muntu lance un disque de la musique du monde intitulé Réflexions. Par la même occasion, il annonce et effectue une tournée de concerts pan-canadienne jusqu'au mois de juillet 2013. Toujours en 2013, Il est nommé aux African Entertainement Awards dans la catégorie 1, Best Male Artist, et part en tournée en Afrique durant une période de trois mois.

## Engagement politique
Herléo Muntu joue une musique pour « éveiller les consciences ». Les paroles de ses chansons parlent de beaucoup d'injustices que subit la population de son pays d'origine, mais aussi et surtout du peuple africain. Il voudrait que le génocide congolais qui a au compteur plus de six millions de morts, soit la plus grande catastrophe du monde depuis la Seconde Guerre mondiale, soit reconnue comme tel au même titre que le génocide rwandais qui totalise 800 000 morts. Il aimerait que les auteurs de ces crimes puissent payer pour leurs crimes. Herléo Muntu milite aussi pour création des États unis d'Afrique et pour l'effacement de toutes les dettes des pays africains depuis les années des indépendances[réf. nécessaire].
Herléo Muntu dénonce le colonialisme et la néo-colonisation (extrait de la chanson Le jour de l’indépendance, album Le Lion des Bantous). Il est également sensible au problème des armes en Afrique, du pillage de ses richesses et des soutiens occidentaux à la dictature (extrait de la chanson Racisme international, album Le Lion des Bantous)[réf. nécessaire].

## Discographie
- 2007 : R-Léo

1. Le lait et le miel
2. Poli-fric feat. Tricia Foster
3. Haut des nuages
4. Enfant de guerre
5. 2000 Fous
6. Pour l'eau et pour l'air
7. Cette nuit
8. C'est spirituel
9. Baraka
10. Aucun Non
11. C'est un pacte
12. Dieu seul sait
13. Débout congolais
14. Mère-ci

- 2010 : Le Lion des Bantous

1. Le lion des bantous
2. Racisme International
3. Je suis la preuve
4. Mboka Nanga
5. Enfant prodigue
6. La Renaissance Feat Quartier Latin International
7. Le Jour de l'indépendance
8. À nous la victoire Feat Rose Ekosso, Mangéngé (Lopango Ya Ba Nka)
9. Deux
10. Les gens n'aiment pas les gens
11. Coup d'État Feat Francois Gregoire (Groupe Kodiak)
12. Mundenda

- 2013 : Réflexions

1. La vie est une danse
2. C'est ma fête Feat Ferdinand Paluku, Shabani Mayuto, Mwati
3. Enfants des divorcés Feat Rosine Minga
4. Munanga
5. Mondialisation
6. Manifestation
7. Muabilayi
8. Hymne des immigrés
9. Ma reine africaine
10. La technologieFeat Le R
11. Unité Feat Icha Kevons, Mwati, Ferdinand, Bonsamaritain, Beya Tshibuabua, Rosine Minga, Benjino AK,)

- 2015 : Valeur d'or

1. Valeur d'Or
2. Together
3. Toi et Moi on S'a
4. Zoba
5. Ingeta
6. Alléluia
7. Enfant sorcier
8. Kabibi
9. Soyons Fous
10. Tu m'aimes
11. Fleur et papillon
12. La danse des pingouins
13. Noël à l'africaine REMIX

### Singles
- 2007 : Poli-Fric (de l'album R-Léo)
- 2010 : Lion des bantous (de l'album Le Lion des Bantous)
- 2011 : Mboka Nanga (de l'album Le Lion des Bantous)
- 2011 : Racisme International (de l'album Le Lion des Bantous)
- 2011 : Congo élections
- 2012 : Diamant poussière - Le R feat. Herléo Muntu
- 2013 : C'est ma fête (de l'album Réflexions)
- 2013 : Munanga (de l'album Réflexions)
- 2014 : Noël à l'africaine
- 2014 : Levons-nous pour ce Congo (avec Dynasty M.)
- 2015 : Zoba (de la compilation Orange StarAfrica Sounds 2015)

### Compilation
- 2006 : Bienvenue à Ottawa

## Événements notables
- Festival Quand Ça Nous Chante
- Les Jeux Franco-Ontarien
- 400e fête du Québec
- 150e anniversaire de la ville d'Ottawa
- Sommet de la Francophonie à Québec
- Festival International Nuits d’Afrique (2011 et 2013)
- Fête du drapeau Franco-Ontarien
- Fête nationale du Québec (St-Jean)
- Tournée canadienne (2013)
- Tournée africaine (2013) (RD Congo, République du Congo, Angola)
- Tournée Africaine (2014) (Kenya, RD Congo)

## Distinctions
- 2006 : Shai Awards - Calgary : « meilleur album francophone »
- 2009 : Gala des Prix Trille or - Ottawa : « meilleur album, meilleur auteur-compositeur, meilleur interprété masculin, meilleur vidéo-clip »
- 2011 : COCAN Awards - Ottawa : « meilleur album de l'année » (récompensé)
- 2013 : African Entertainement Awards - Toronto : Best Male Artist
- 2014 : Meilleur artiste HipHop - « prix de la diaspora » (récompensé)
- 2015 : Artiste ou groupe s'étant illustré le plus à l'extérieur de l'Ontario - Gala des Prix Trille or